# Вилибалд Штјовик
Вилибалд Штјовик (чеш. Vilibald Šťovík; Праг, 9. октобар 1917 − Ламанш, 8. новембар 1948) био је чехословачки хокејаш на леду. Играо је на позицији одбрамбеног играча.
Целу играчку каријеру провео је у редовима прашког ЛТЦ-а за који је играо од 1936. до 1948. године, и са којим је освојио 5 титула националног првака. У дресу репрезентације Чехословачке освојио је титулу светског првака на првенству 1947. у Прагу, а био је до олимпијског тима Чехословачке на Зимским олимпијским играма 1948. у швајцарском Санкт Морицу где су Чехословаци освојили сребрну медаљу. 
Погинуо је у авионској несрећи 8. новембра 1948. након што се авион којим су летели из Париза за Лондон срушио у Ламанш. Поред Штјовика у несрећи су смртно страдали и његови саиграчи Ладислав Тројак, Здењек Јарковски, Карел Стибор, Милослав Покорни и Здењек Шварц. 